# Professor-Gletscher
Der Professor-Gletscher (polnisch Lodowiec Profesora) ist ein Gletscher auf King George Island im Archipel der Südlichen Shetlandinseln. Er fließt zwischen dem Szafer Ridge und dem Tern-Nunatak zum Martel Inlet, einer Nebenbucht der Admiralty Bay.
Polnische Wissenschaftler benannten ihn 1980 nach Professor Władysław Szafer (1886–1970), einem polnischen Botaniker, Paläobotaniker und Naturschützer.